# Kietai
Die Kietai (lateinisch Cietae, Clitae, griechisch Κλειταί Kleitaí, deutsch auch Ketai oder Keten) waren ein lediglich bei Tacitus überlieferter Stamm wilder Bergbewohner in Cilikia Tracheia bzw. Isaurien im südlichen Kleinasien. Nach ihnen ist die Gegend Kietis oder Ketis benannt.
Die Kietai waren zeitweise Archelaos von Kappadokien untertan. Eine römische Strafexpedition gegen sie ist für das Jahr 36 n. Chr. belegt. Tacitus berichtet von einem Überfall der Kietai auf die Küstenstadt Anemurion im Jahre 52 n. Chr., in dessen Verlauf ihr Anführer Troxibor von König Antiochos IV. von Kommagene getötet wurde. Der Rest wurde „befriedet“.